# Hanuš Hachenburg

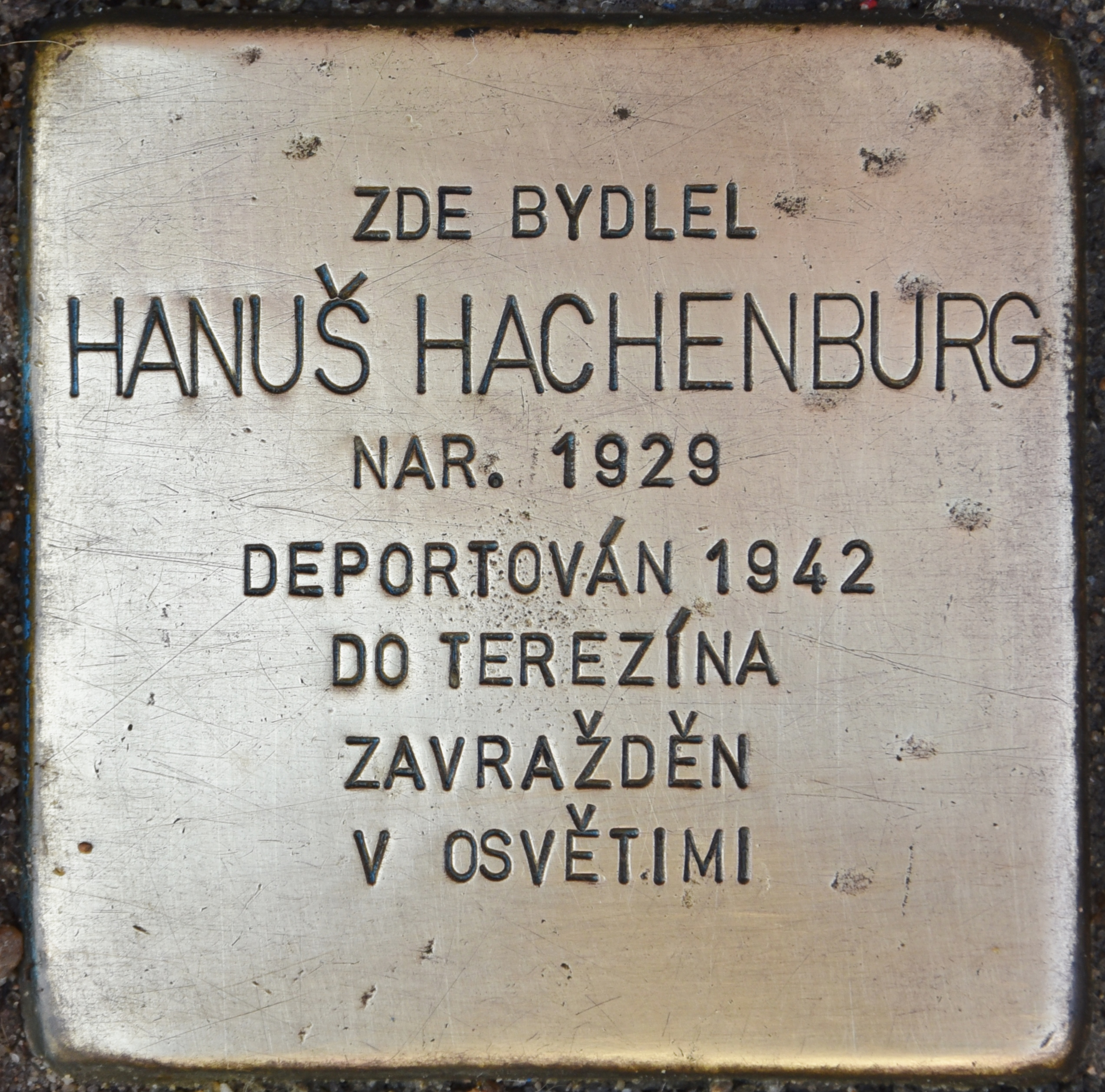
Stolperstein pro Hanuše Hachenburgera, Praha-Vinohrady,
Belgická 67/25

Hanuš Hachenburg (12. července 1929 Praha-Bubeneč – 10. července 1944 Osvětimi-Birkenau) byl mladý básník terezínského ghetta (domova č. 1 v budově L 417, kde dnes sídlí Muzeum ghetta Terezín) a jeden z nejvýraznějších přispěvatelů časopisu Vedem, jehož poezie patří k vrcholům umělecké tvorby nejen tohoto časopisu, ale celého ghetta.

## Život

### Do října 1942
Hanuš Hachenburg se narodil v Praze, Bubenči jako jediné dítě Jiřího Hachenburga (1892–1941, též oběť holocaustu) a jeho manželky Elišky, rozené Epsteinové (1904–1943). Manželství rodičů bylo rozloučeno, Hanuš Hachenburg se v roce 1938 dostal do židovského sirotčince na Vinohradech.
Hanuš později sám napsal, že tento pětiletý pobyt byl pro něj, „dítě poněkud rozmazlené, podivných názorů a způsobů, opovrhujících chudou žebráckou holotou“, velmi těžký. V sirotčinci Hanuš napsal své první básně, protože „jsem se musel někomu svěřit a svěřil jsem se papíru.“

### Pobyt v Terezíně
24. října 1942 byl Hanuš odtransportován do Terezína, kde byl nejprve zařazen na Domov 2. Tam si ho všiml vychovatel Waltr Eisinger a prosadil jeho přeřazení na Domov 1. Hanuš se stal poměrně pravidelným přispěvatelem časopisu Vedem, své příspěvky signoval zkratkou Ha- nebo Akademie. Ve Vedem uveřejňoval nejen své mimořádně hluboké básně, ale i úvahy, postřehy a povídky. Velmi zajímavý je například článek, ve kterém Hanuš upozorňuje na problémy Republiky ŠKID – zesměšňování autorů píšících do Vedem. Pro konkurs časopisu Vedem Hanuš vytvořil i divadelní loutkovou hru Hledáme strašidlo. Jeden z pamětníků – kluků z Domova 1 vzpomínal, jak Hanuš sedával nad svými básněmi s Waltrem Eisingerem a společně je pilovali. Dnes jsou Hanušovy texty uveřejněné ve Vedem, spolu se vzpomínkami několika pamětníků, tím jediným, co po něm zůstalo.

### Osvětim
Dne 18. prosince 1943 byl Hanuš i se svou matkou Eliškou Hachenburgovou odtransportován do Osvětimi. V té době ještě neexistovala železniční vlečka vedoucí až přímo do Birkenau, Hanuš jel proto z kmenového osvětimského tábora do Birkenau na nákladním autě. Terezínští židé z tohoto transportu byli umístěni do takzvaného Rodinného tábora. Rodinný tábor byl tvořen pouze lidmi ze zářijového a prosincového (Hanušova) terezínského transportu. Tyto transporty neprošly úvodní selekcí a na rozdíl od ostatních táborů, zde žily rodiny pohromadě (muži a ženy s dětmi spali na oddělených barácích, mohli se však v rámci tábora setkávat). Lidé z Rodinného tábora si mohli ponechat i část zavazadel a měli také další výhody. Vychovatel Alfred „Freddy“ Hirsch v táboře dokonce vymohl zřízení „Dětského bloku“. Byl to barák, ve kterém se udržovalo poměrně teplo a kde mohly děti (do čtrnácti let) trávit celý den. Nebyly zde pryčny jako na ostatních barácích, ale židle stojící po obvodu. Děti zde dokonce recitovaly básně nebo hrály divadlo. Stěny bloku byly prý pomalované výjevy z pohádek. Není jisté, zda se Hanuš do dětského bloku dostal, bylo mu tehdy už přes čtrnáct let. V Birkenau Hanuš složil báseň Gong, která zde podle vyprávění měla takovou popularitu, že se ji vězni učili nazpaměť. Tato báseň se však nedochovala. V červenci 1944 uplynula prosincovému transportu šestiměsíční lhůta. Na rozdíl od transportu zářijového zde proběhla selekce a část mužů a žen z tábora byla vybrána pro práci.
Hanuš Hachenburg byl zavražděn pravděpodobně 10. července 1944 v plynových komorách Osvětimi-Birkenau.

## Tvorba
Své básně, které začal psát od svých dvanácti let, byly nepochybně formovány dramatickými okamžiky jeho života. Jeho poezie, psaná na útržky papírů pod pseudonymem Ha–, zpočátku vykazovala určitou přirozenou dětskou naivitu a představivost, velmi brzy ale zkoušel volný rým, dával svým básním dramatickou strukturu a dialogový charakter. Vedle Petra Ginze patřil mezi největší talenty Vedemu.
Podle pamětníků údajně složil ještě v Osvětimi báseň Gong, která získala takovou popularitu, že zde kolovala mezi vězni (inspirací se stal gong, který ráno probouzel vězně). Pro jinou jeho báseň, plnou představivosti a metonymických přirovnání, jej inspirovala stavba železniční vlečky do koncentračního tábora a první příjezd vlaku necelé tři měsíce před jeho smrtí.
Stihl se také ještě uvést na poli dramatu – v roce 1943 napsal divadelní hru Hledáme strašidlo (uveřejněnou také v časopise Vedem), kterou po více než půl století našel a oživil Gary Friedman. V České republice dle původního textu z časopisu Vedem uvedli studenti a učitelé Gymnázia Přírodní škola (obnovená premiéra 2016).

### Publikace díla
Dílo Hanuše Hachenburga je zčásti uveřejněno v knize Marie Rút Křížkové, Kurta Jiřího Kotouče a Zdeňka Ornesta: Je mojí vlastí hradba ghett? Básně, próza a kresby terezínských dětí. Hanušovu divadelní loutkovou hru nastudoval v roce 2001 australský loutkař Gary Friedman, v roce 2008 o hře i o Hanušovi natočil dokumentární film Looking for a Monster. V roce 2010 byl v rámci projektu Stolpersteine Hanušovi položen pamětní kámen, který leží před budovou bývalého sirotčince v ulici Belgická 67/25 v Praze na Vinohradech. Jméno Hanuše Hachenburga a datum jeho smrti je součástí obrazu Leo Tangumy, jenž se nachází na denverském letišti. Básně Hanuše Hachenburga byly v roce 2010 zásluhou studentů Přírodní školy vydány ve sbírce Hned vedle bílá barva mráčků. O tři roky později vyšla v nakladatelství Baobab dvoujazyčná česko-anglická verze básnické sbírky s předmluvou Madeleine Albright. Ve stejném roce kniha získala ocenění Nejkrásnější kniha roku, kterou každoročně uděluje Památník národního písemnictví. V roce 2011 byla Hanušova loutková hra nastudována studenty Přírodní školy. Vzdálení příbuzní Hanuše Hachenburga žijí v USA, Francii i v Praze.
Ukázky originálů díla Hanuše Hachenburga a časopisu Vedem jsou dostupné online na stránce Hanuš Hachenburg databáze obětí holocaustu a na webových stránkách o časopise Vedem.